# 엘리 뱀버
엘리 뱀버(Ellie Bamber, 1997년 2월 2일 ~ )는 잉글랜드의 배우이다.

## 출연 작품

### 영화
- 오만과 편견, 그리고 좀비 - 리디아 베넷 역
- 호두까기 인형과 4개의 왕국 - 루이스 역

### 드라마
- 레 미제라블 (BBC One) - 코제트 역